# 烏利亞尼夫卡 (布拉特西克區)
47°52′15″N 31°50′24″E / 47.87083°N 31.84000°E
烏利亞尼夫卡（烏克蘭語：Улянівка），是烏克蘭南部的村莊，隸屬尼古拉耶夫州的沃茲涅先斯克區。該村始建於1926年，面積0.93平方公里，海拔高度184米，2001年人口514，人口密度每平方公里555.1人。